# Jean-Pierre Zarader
Pour les articles homonymes, voir Zarader.
Jean-Pierre Zarader est un historien de la philosophie et philosophe français, né le 14 avril 1945.

## Biographie
Agrégé de philosophie, Jean-Pierre Zarader est né en 1945. Historien de la philosophie, il est également spécialiste d'esthétique, notamment de la pensée de l'art chez Malraux, et de philosophie du cinéma. Il a été professeur de philosophie au lycée Saint Martin de France à Pontoise.
Il est directeur de collection chez Ellipses, où il a notamment édité le Vocabulaire des philosophes en cinq volumes.

## Publications

### Livres
- Petite histoire des idées philosophiques, Ellipses, 1994.
- Malraux ou la pensée de l'art, Vinci, 1996. Réédition Ellipses.
- Philosophie et cinéma, Ellipses, 1997.
- Robinson philosophe: Vendredi de Michel Tournier. Suivi de: Le philosophe aux images, Entretien avec Michel Tournier, Ellipses, 1999.
- Le vocabulaire de Malraux, Ellipses, 2001.
- André Malraux Les Ecrits sur l'art, Paris, éd. du Cerf, 2013.
- Malraux Dictionnaire de l'imaginaire, éd. Klincksieck, 2017
- L’invention de Morel de Bioy Casares "La tentation du spéculaire", éd. ARTDERIEN, 2018.
- Philippe de Broca: Caméra philosophique, éd. Klincksieck, 2019[3]
- Hugo Santiago - La rage de filmer, éd ARTDERIEN, 2021.

### En collaboration
- "Hegel et Tavernier: le mal et son pardon", in Maxence Caron (dir.), Hegel (collectif, en collaboration avec Bernard Bourgeois, Marcel Conche, Jean-François Marquet, et al), Cerf, 2007.
- "Le Vocabulaire des philosophes'' (dir.), 5 volumes, Ellipses, 2002.
- "Matrix, une machine philosophique", en collaboration avec Alain Badiou, Elie During, et al., Ellipses, 2003.
- "Philippe de Broca", Paris, Henri Veyrier, 1990.
- "La leçon de philosophie", Paris, Ellipses, 1993.
- "Lectures de Sartre", Paris, Ellipses, 2001
- "Dictionnaire de la pensée du cinéma", sous la direction d'Antoine de Baecque et de Philippe Chevalier,Paris, PUF, 2012.
- "Dictionnaire Malraux", sous la direction de Jean-Claude Larrat, Paris, Classiques Garnier, 2015.
- "L'art avant l'art. Le paradigme préhistorique", sous la direction de Audrey Rieber, Paris, ENS Editions 2022.